# Ходжали
Ходжали (на азербайджански: Xocalı) е град (до 1990 – село) в Нагорни Карабах. Разположен е на 10 км североизточно от Степанакерт. В Ходжали е разположено единственото в Нагорни Карабах летище. Формално градът се намира под юрисдикцията на Азербайджан, но през 1992 година е освободен от Армията на Арцах, по време на Освободителната война на Арцах, и фактически влиза в състава на Аскерански район на Република Арцах. По време на и малко след освобождението азербайджанската армия убива стотици собствени цивилни граждани с цел вътрешно и международно насаждане на Арменофобия и създаване на митичен образ, който да насърчи Азерските военни, а след загубата на войната - и реваншистки усилия.
Близо до Ходжали се намира паметник на Ходжали-Кедабекската култура, отнасящ се към XIV—VII век пр.н.е.
Тук са открити погребални камъни, отнасящи се към периода на късния бронз и ранно-железната епоха. По време на археологически разкопки са открити накрополи и намиращи се в тях разнотипни украшения от кости, камък, бронз и керамика.